# Meier (Gattung)
Die Pflanzengattung Meier, auch Meister (Asperula) gehört in die Familie der Rötegewächse (Rubiaceae). Der deutschsprachige Trivialname Meier leitet sich von althochdeutsch meior und mittelhochdeutsch meier ab.

## Beschreibung

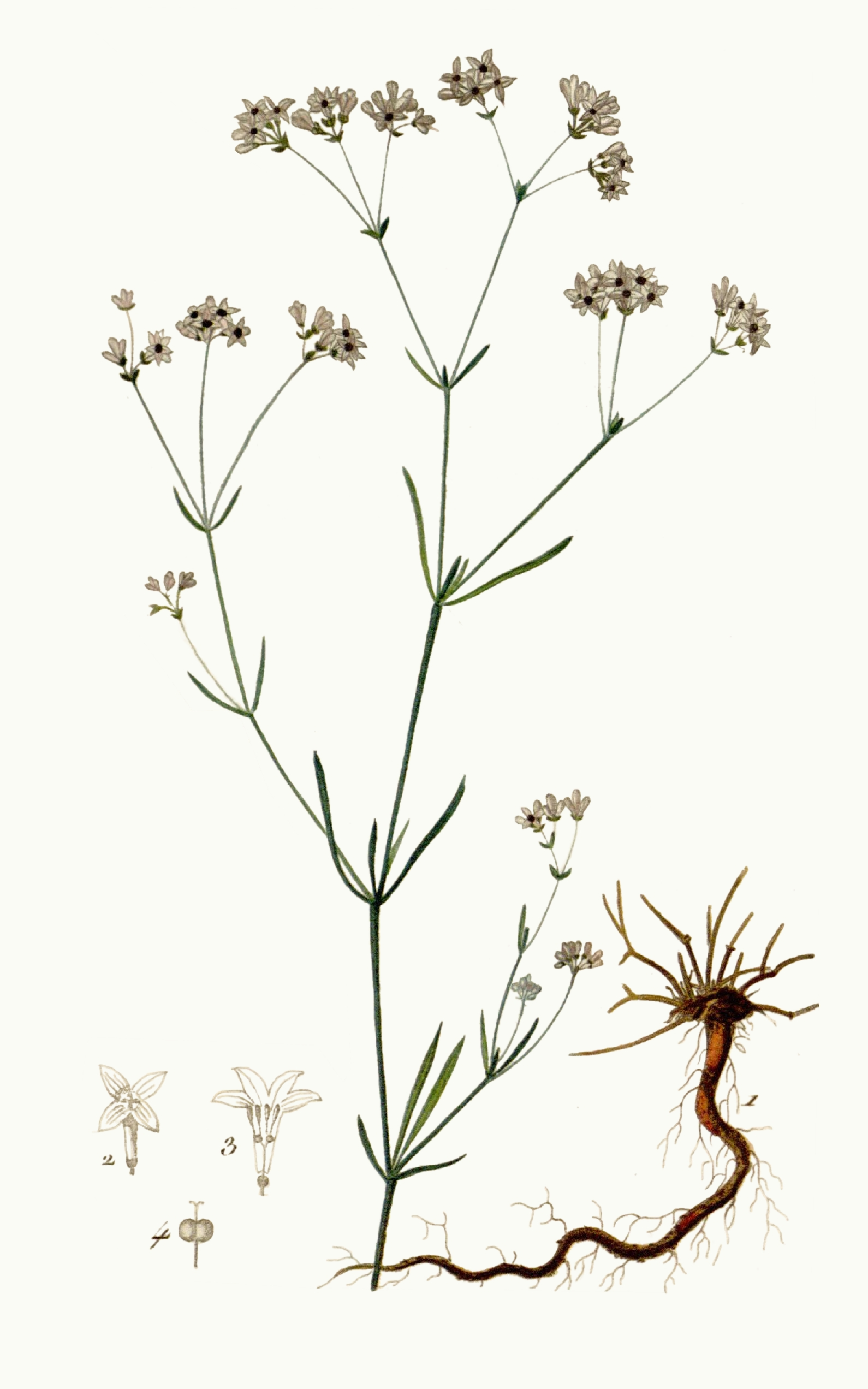
Illustration aus Flore médicale, Tafel 46 des Hügel-Meier (Asperula cynanchica)

### Erscheinungsbild und Blätter
Asperula-Arten wachsen als einjährige oder ausdauernde krautige Pflanzen oder Halbsträucher. Es sind Rhaphiden vorhanden.
Am mehr oder weniger vierkantigen Stängel befinden sich Quirle mit scheinbar 4 bis 14 Blättern. Es wird meist so interpretiert: Die einfachen Laubblätter stehen gegenständig an den vierkantigen Stängeln und die Nebenblätter sehen wie die Laubblätter aus, sie bilden zusammen diesen Quirl. Diese Blätter können sitzend oder gestielt sein.

### Blütenstände und Blüten
Die Blüten stehen selten einzeln, meist in seiten- oder endständigen, schirmrispigen, rispigen oder kopfigen Blütenständen, bestehend aus rispigen oder zymösen Teilblütenständen, zusammen. Tragblätter, die verwachsen sein und eine Hülle bilden können, sind immer und Vorblätter sind oft vorhanden. Es können Blütenstiele vorhanden sein.
Die relativ kleinen, meist zwittrigen, manchmal eingeschlechtigen Blüten sind vier- oder fünfzählig. Wenn die Blüten eingeschlechtig sind, dann sind die Arten zweihäusig getrenntgeschlechtig (diözisch, beispielsweise bei den australischen Arten Asperula ambleia, Asperula charophyton, Asperula conferta, Asperula cunninghamii, Asperula euryphylla, Asperula gemella, Asperula gunnii, Asperula pusilla, Asperula scoparia, Asperula subulifolia). Es sind vier undeutliche oder meist keine Kelchblätter vorhanden. Die vier oder fünf blauen, rosa- bis purpurfarbenen oder grünlichen, gelben bis weißen Kronblätter sind trichter-, stieltellerförmig oder langglockig verwachsen mit deutlicher Röhre und vier deutlichen Kronzipfeln, wobei die Kronröhre meist länger ist als die Kronzipfel. Es ist nur ein Kreis mit vier oder fünf Staubblättern vorhanden. Die kurzen bis langen Staubfäden sind in der Kronröhre inseriert, aber kaum mit ihr verwachsen. Die Staubbeutel überragen meist die Blütenkrone. Zwei Fruchtblätter sind zu einem unterständigen, zweikammerigen Fruchtknoten verwachsen. Jede Fruchtknotenkammer enthält nur eine Samenanlage. Der Griffel ist zweigeteilt mit jeweils einer kopfigen oder keulenförmigen Narbe und kann die Kronröhre überragen.

### Früchte und Samen
Die zweilappigen, fleischigen oder trockenen Früchte zerfallen in zwei Teilfrüchte. Die fast kugeligen, ellipsoid-länglichen oder nierenförmigen Teilfrüchte bleiben geschlossen, besitzen eine glatte bis warzige, kahle bis flaumig behaarte Oberfläche, aber keine hakigen Haare und enthalten nur einen Samen. Die kleinen Samen besitzen eine häutige Samenschale (Testa), ein horniges Endosperm und einen gekrümmten Embryo mit zwei laubblattähnlichen Keimblättern (Kotyledonen).

## Systematik und Verbreitung
Die Gattung Asperula wurde 1753 durch Carl von Linné in Species Plantarum 1, S. 103 aufgestellt. Typusart ist Asperula arvensis. Der vorlinnéische Gattungsname Asperula leitet sich vom lateinischen Wort asper für rau, asperula für schwach rau ab und bezieht sich auf die randlich und unterseits rauen Laubblätter des Acker-Meier (Asperula arvensis). Synonyme für Asperula L. sind: Asterophyllum Schimp. & Spenn., Blepharostemma Fourr., Chlorostemma (Lange) Fourr., Cynanchica Fourr., Leptunis Steven, Asperula sect. Chlorostemma Lange.
Die Gattung Asperula steht im Subtribus Rubiinae aus der Tribus Rubieae in der Unterfamilie Rubioideae Verdc. innerhalb der Familie der Rötegewächse (Rubiaceae).
Die Gattung Asperula wird in mehrere Sektionen gegliedert, beispielsweise mit einigen Arten (Auswahl):
Sektion Asperula: Asperula arvensis, Asperula orientalis, Asperula setosa
Sektion Cruciana Griseb.: Asperula albovii, Asperula glomerata, Asperula molluginoides
Sektion Crucianelloides Boiss.
Sektion Cynanchicae DC. ex Boiss.: Asperula aristata, Asperula beckiana, Asperula cynanchica, Asperula gussonei, Asperula neglecta, Asperula neilreichii, Asperula rupicola, Asperula pyrenaica
Sektion Dioicae Airy Shaw & Turrill
Sektion Glabella Griseb.: Asperula laevigata, Asperula involucrata, Asperula taurina, Asperula tinctoria
Sektion Hexaphyllae Ehrend.: Asperula arcadiensis, Asperula hirta, Asperula incana, Asperula rupestris, Asperula hexaphylla
Sektion Oppositifoliae Schischk. ex Schönb.-Tem.
Sektion Thliphthisa (Griseb.) Ehrend.: Asperula brevifolia, Asperula chlorantha, Asperula elonea, Asperula purpurea, Asperula rigida, Asperula tournefortii
Sektion Trichodes Boiss.
Sektion Tricostella Schönb.-Tem. & Ehrend.
Die weitverbreitete Gattung Asperula kommt hauptsächlich in Nordafrika, in Zentralasien sowie Vorderasien und in Europa vor, außerdem in Australien und Neuseeland. Die größte Artenvielfalt befindet sich in Vorderasien und im östlichen Mittelmeerraum. Etwa 70 Arten findet man in Europa. In Australien kommen etwa 17 Arten vor.

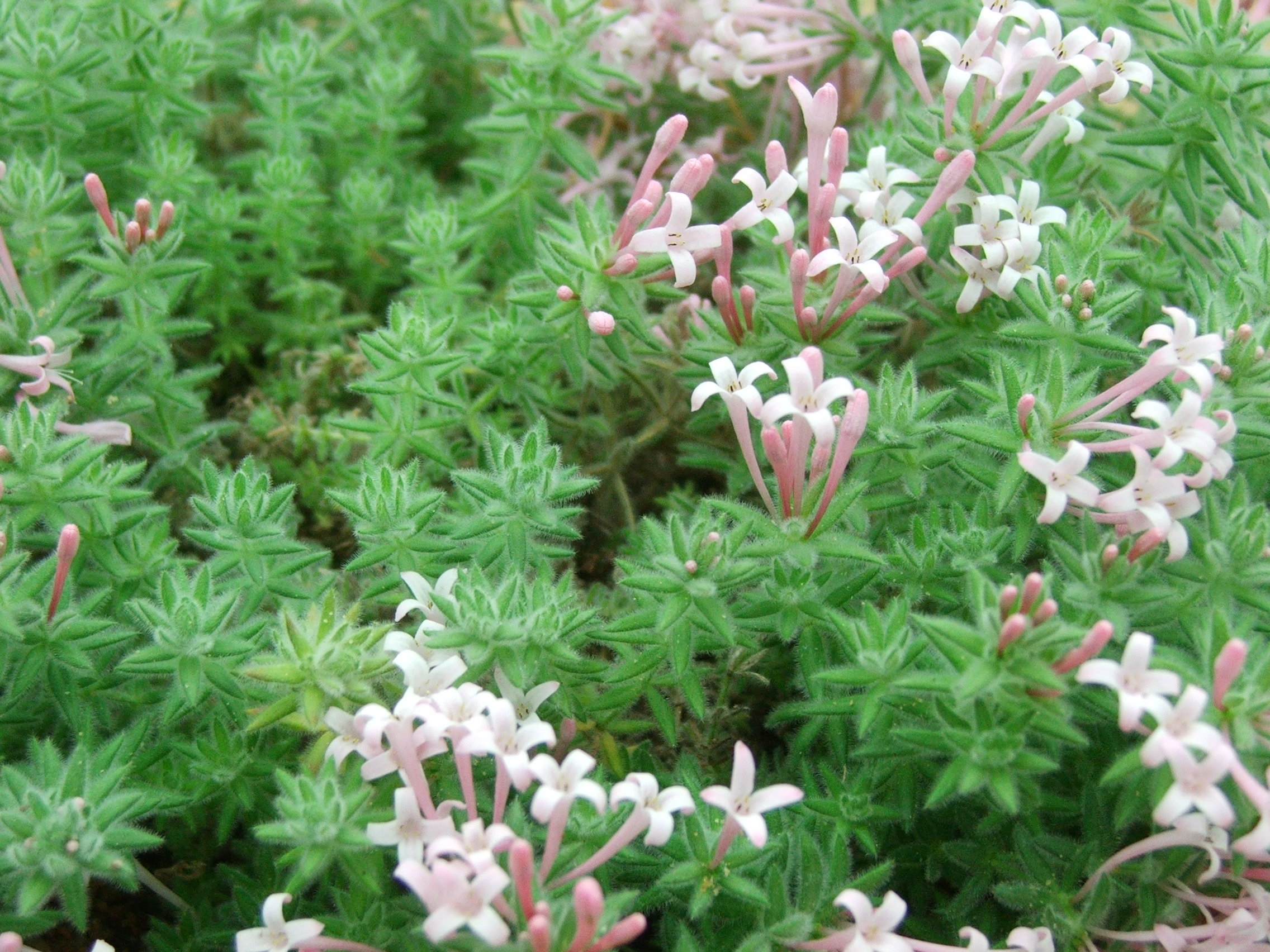
Habitus und Blütenstände von Asperula arcadiensis

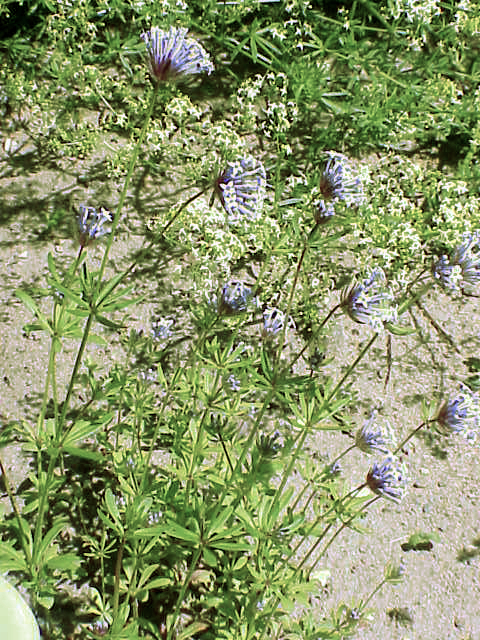
Habitus, Blattquirle und Blütenstände des Acker-Meiers (Asperula arvensis)

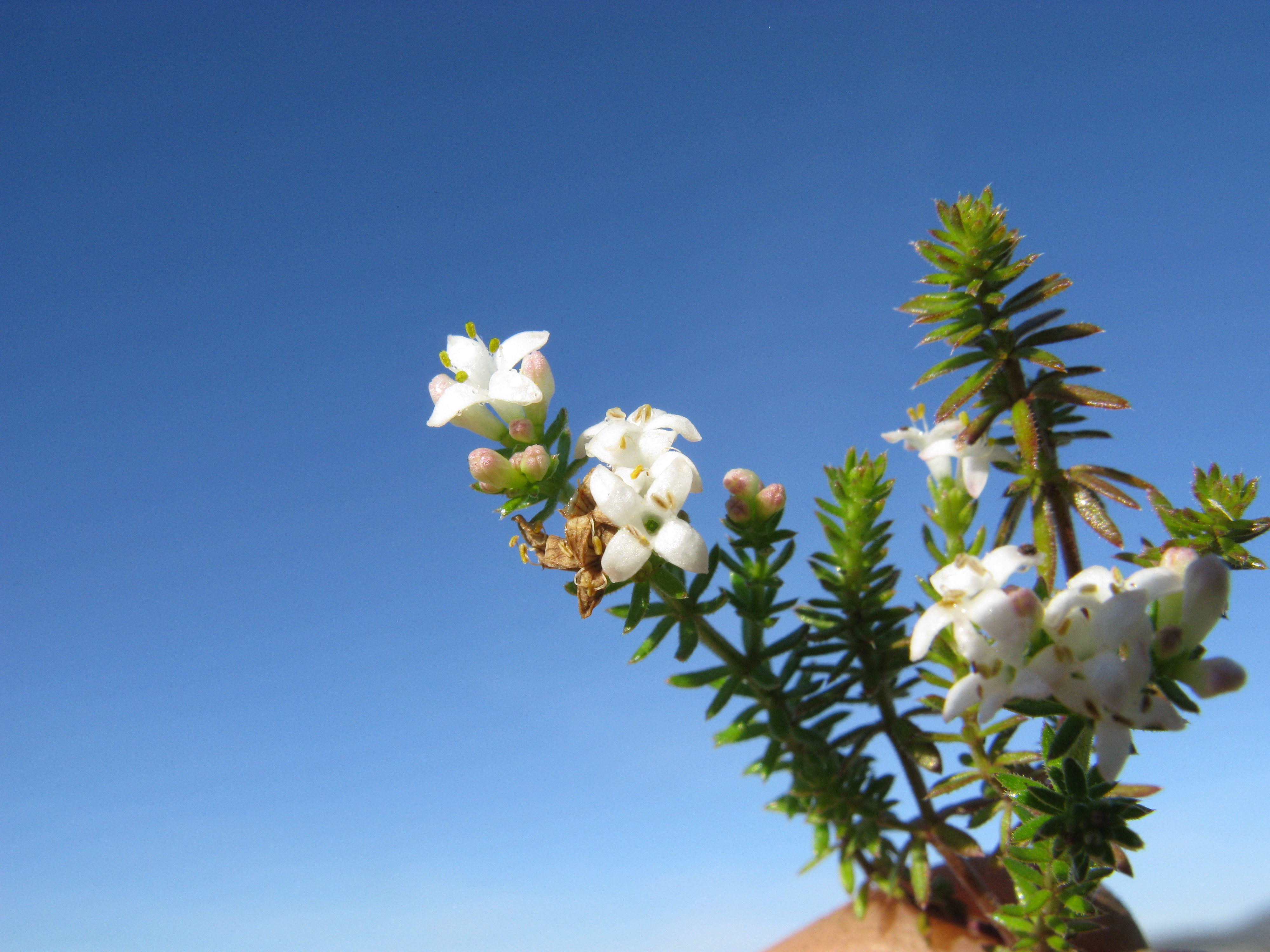
Asperula conferta

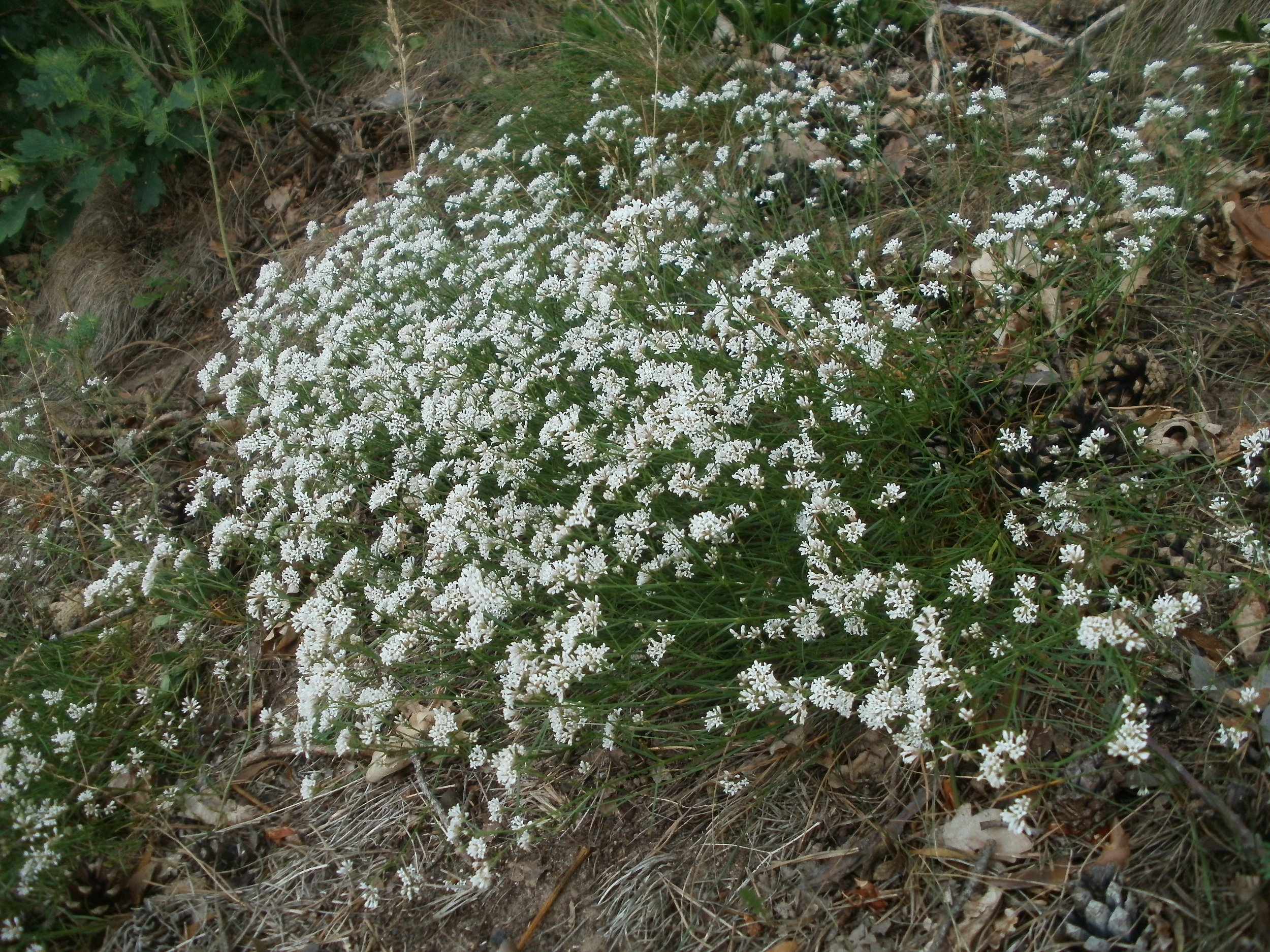
Hügel-Meier (Asperula cynanchica)

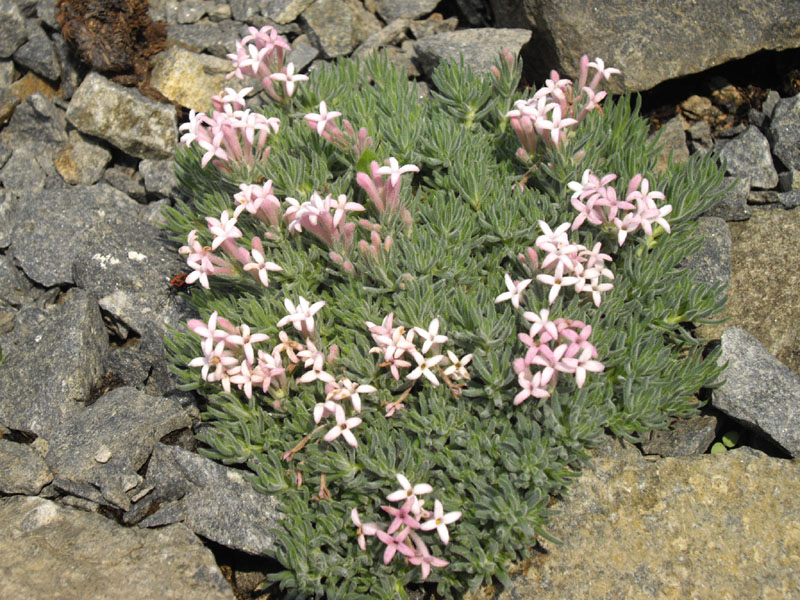
Asperula daphneola

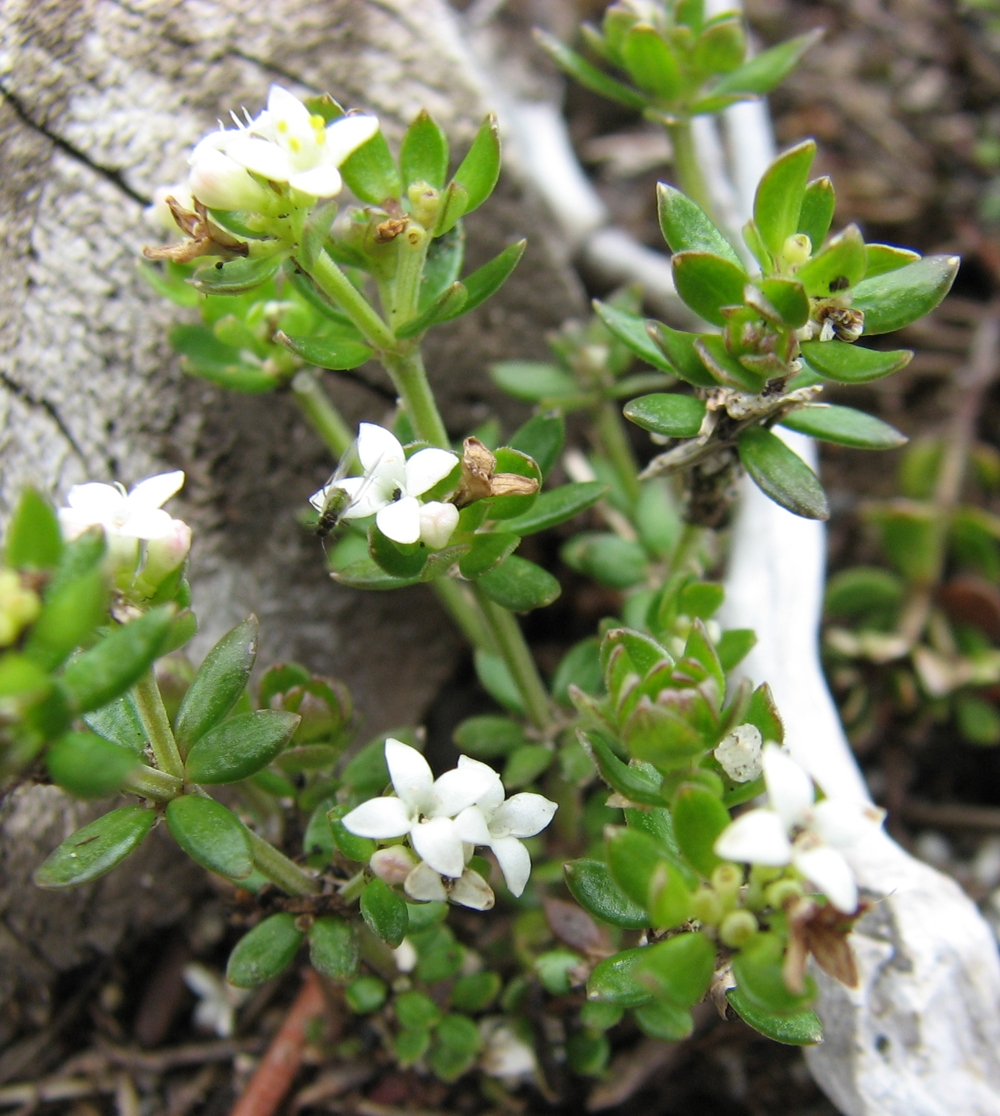
Habitus, Blattquirle und Blütenstände von Asperula gunnii

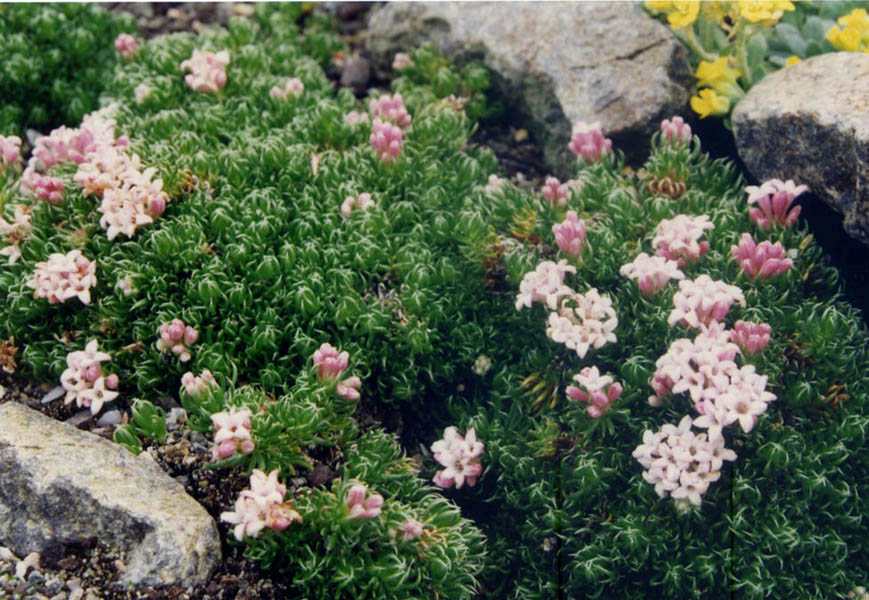
Habitus und Blütenstände von Asperula gussonei

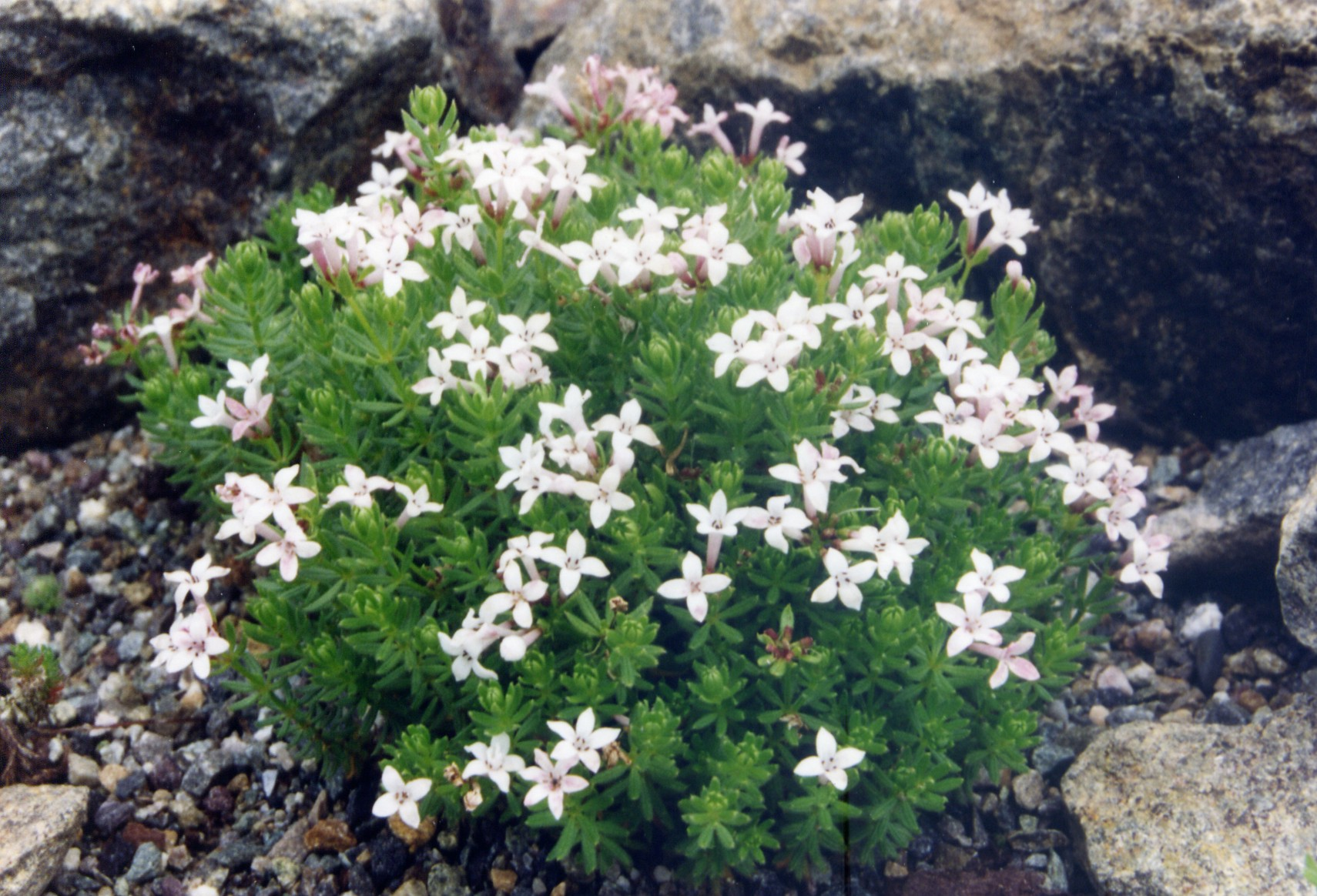
Habitus, Blattquirle und Blütenstände von Asperula hirta

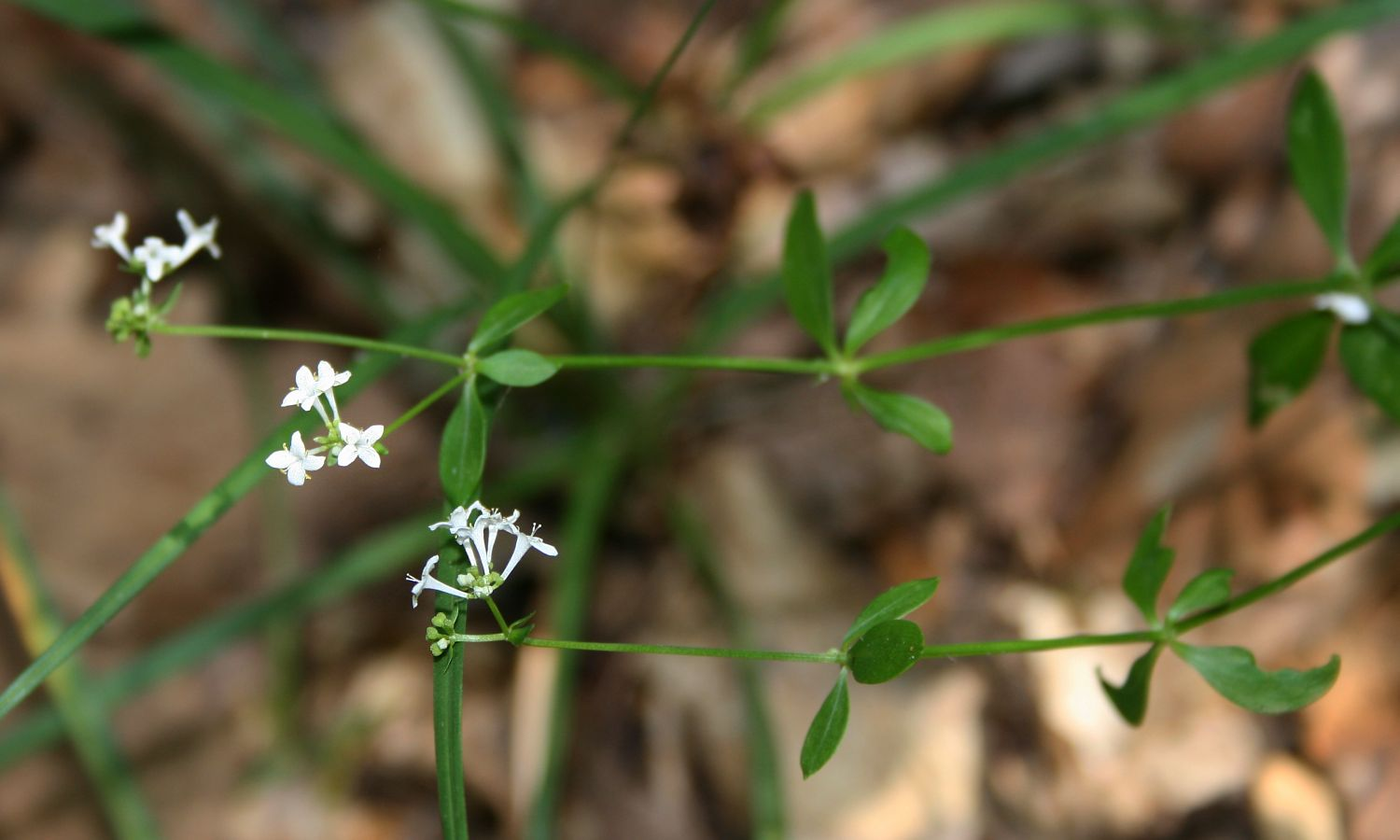
Asperula involucrata

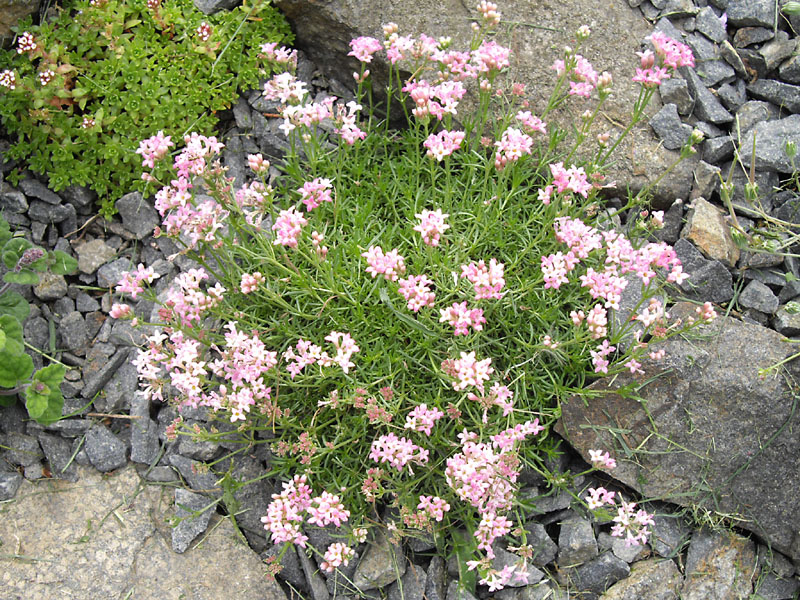
Asperula lilaciflora

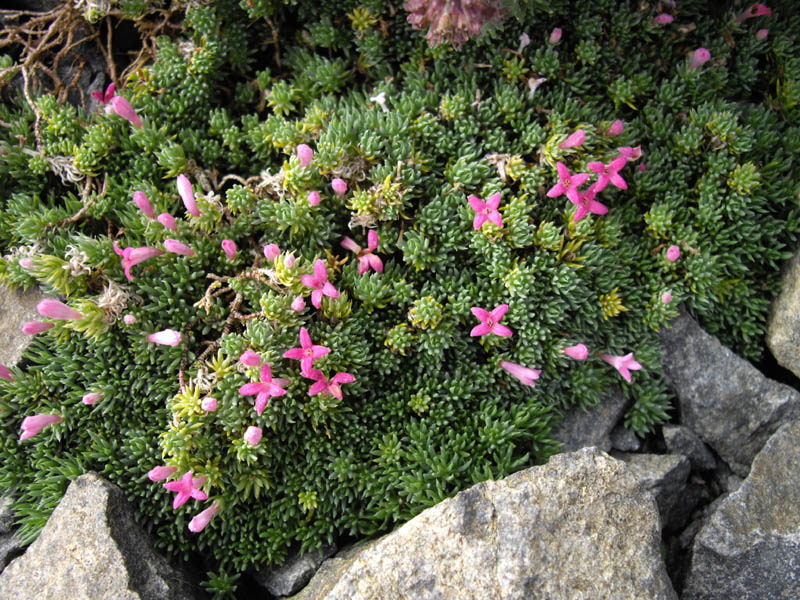
Habitus und Blüten von Asperula nitida

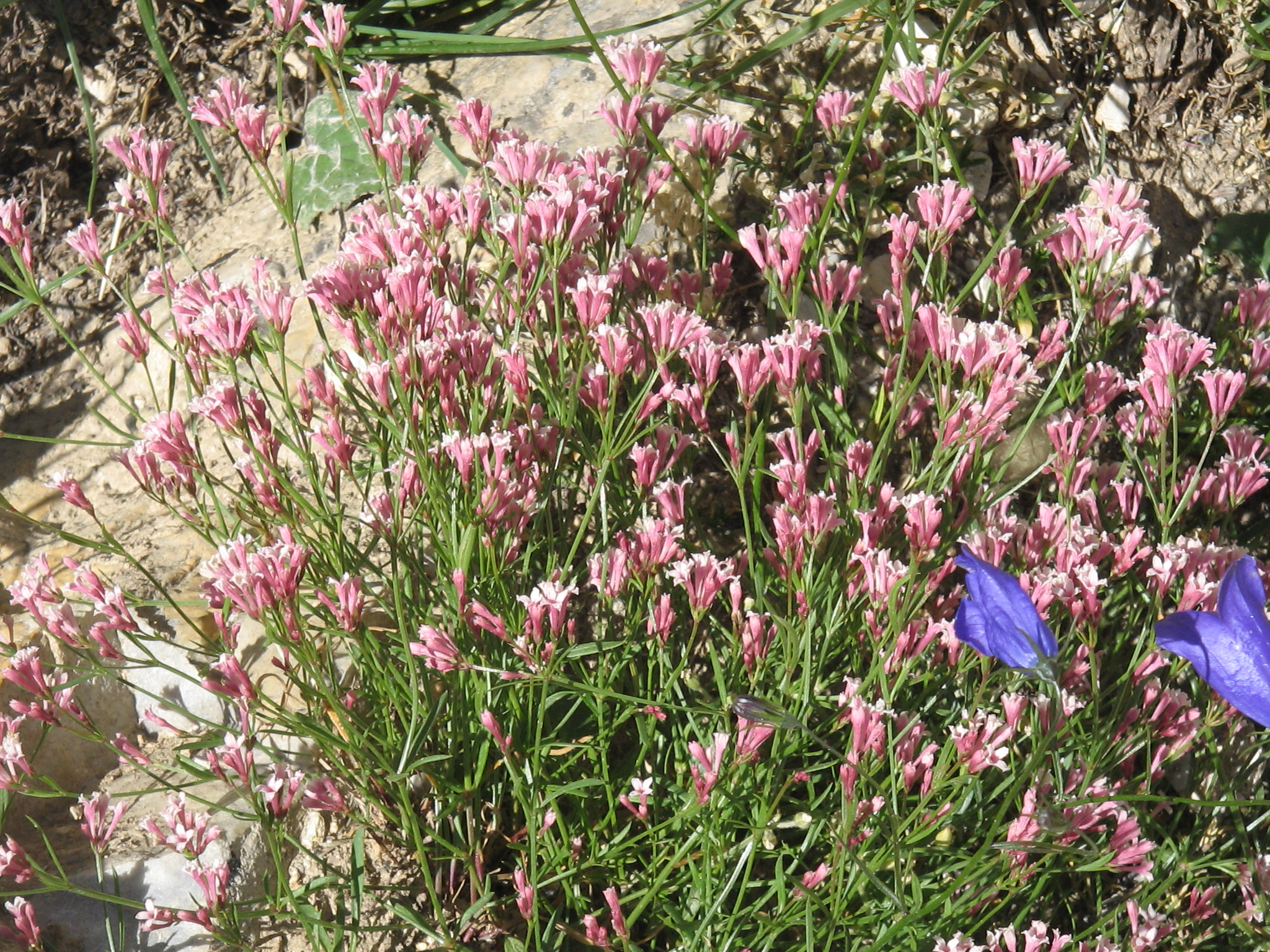
Asperula rupicola

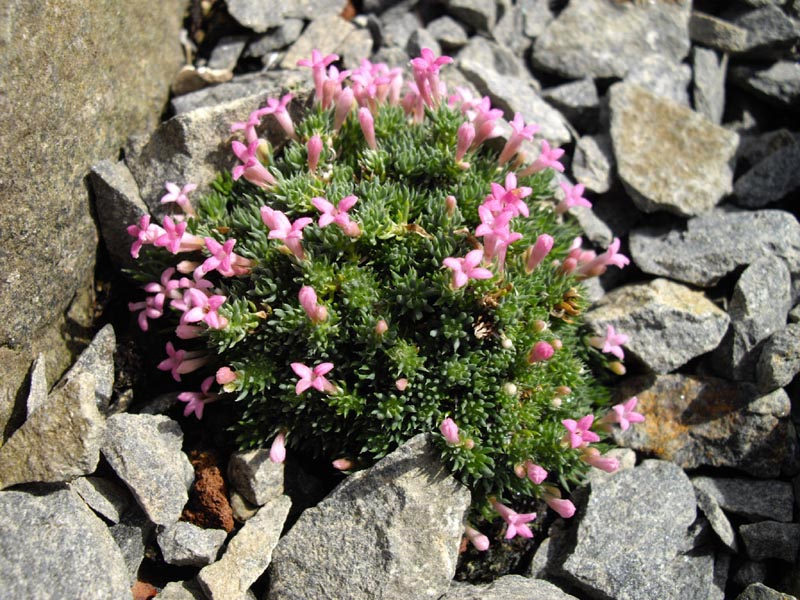
Habitus und Blüten von Asperula sintenisii

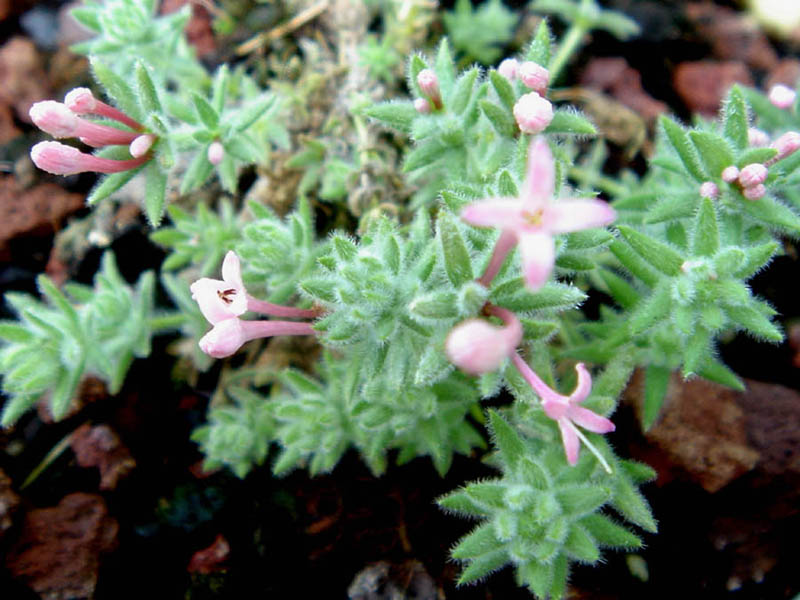
Asperula suberosa

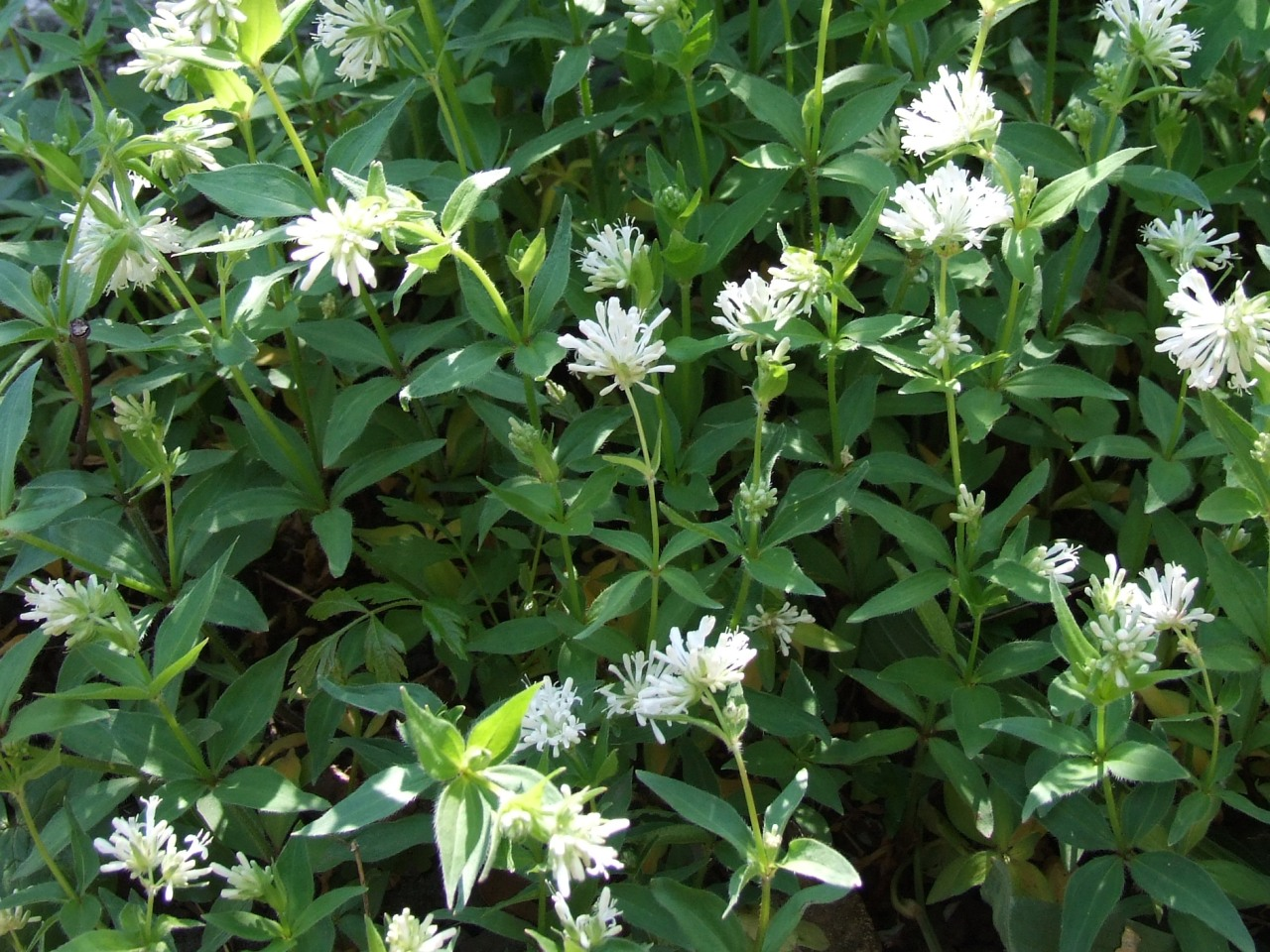
Habitus, Blattquirle und Blütenstände des Turin-Meiers (Asperula taurina)

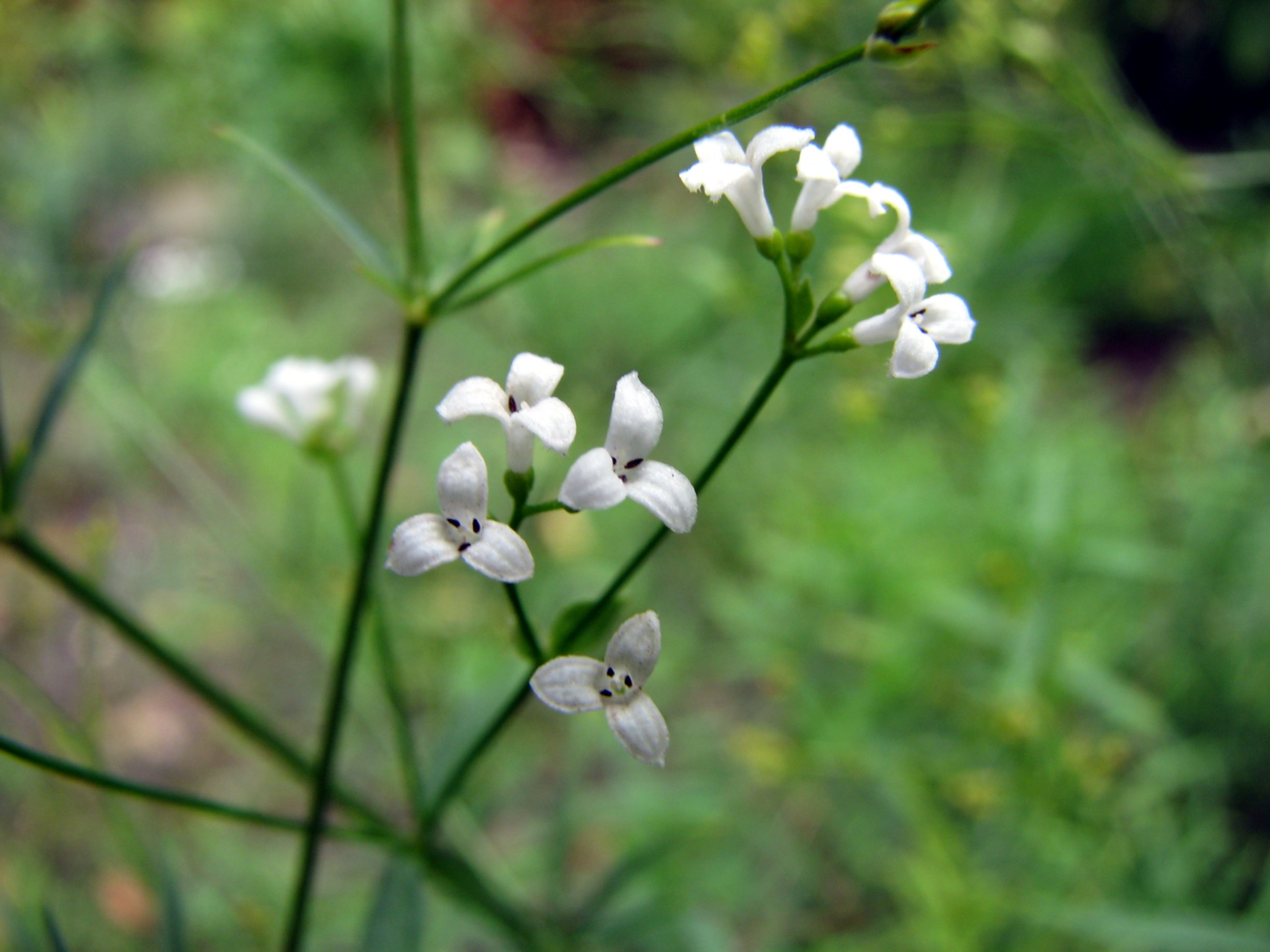
Färber-Meier (Asperula tinctoria)

Die Gattung Asperula enthält etwa (95 bis) 200 Arten:
- Asperula abbreviata (Halácsy) Rech. f.: Sie kommt in Griechenland vor.[7]
- Asperula abchasica V.I.Krecz.: Sie ist im Kaukasusraum verbreitet.[7]
- Asperula accrescens Klokov: Sie ist in der südlichen Kaukasusregion verbreitet.[7]
- Asperula acuminata I.Thomps.: Sie kommt nur im australischen Bundesstaat New South Wales vor.[7]
- Asperula affinis Boiss. & A.Huet (Syn.: Asperula dolichophylla Klokov): Sie ist von der Türkei bis Transkaukasien beheimatet.[7]
- Asperula albiflora Popov: Sie kommt nur in Turkmenistan vor.[7]
- Asperula ambleia Airy Shaw & Turrill: Sie kommt in den australischen Bundesstaaten südöstliches Queensland sowie nordöstliches Victoria vor.[7]
- Asperula apuana (Fiori) Arrigoni: Sie wurde 2012 aus dem nördlichen Italien erstbeschrieben.[7]
- Asperula arcadiensis Sims (Syn.: Asperula mollis Boiss.): Sie kommt nur im südlichen Griechenland vor.[7]
- Grannen-Meier (Asperula aristata L.f.): Die fünf Unterarten sind von Südeuropa bis ins südliche Mitteleuropa und zum Kaukasusraum sowie im nordwestlichen Afrika verbreitet.[7]
- Acker-Meier (Asperula arvensis L., Syn.: Asperula dubia Willd. ex Roem. & Schult., Galium arvense (L.) F.Herm., Galium sherardiiflorum E.H.L.Krause): Er kommt vor allem im zentralen bis südwestlichen Südeuropa, in Nordafrika und dem Nahen Osten vor.
- Asperula assamica Meisn.: Sie gedeiht von Sikkim bis Assam.[7]
- Asperula asterocephala Bornm.: Sie kommt nur im nordöstlichen Irak vor.[7]
- Asperula asthenes Airy Shaw & Turrill: Dieser Endemit kommt nur im östlichen Teil des australischen Bundesstaates New South Wales vor.[7]
- Asperula azerbaidjanica Mam, Shach & Velib.: Er ist in der südöstlichen Kaukasusregion verbreitet.[7]
- Asperula badachschenica Pachom.: Dieser Endemit kommt nur im westlichen Tadschikistan vor.[7]
- Asperula baenitzii Heldr. ex Boiss.: Dieser Endemit kommt nur im südlichen Griechenland vor.[7]
- Asperula balchanica Bobrov (ist möglicherweise eine Unterart von Asperula glomerata): Die Heimat liegt in Turkmenistan.[7]
- Asperula baldaccii (Halácsy) Ehrend. (Syn.: Galium baldaccii Halácsy): Dieser Endemit kommt nur im südlichen Montenegro vor.[7]
- Asperula bargyli Gomb. (Syn.: Asperula pseudolibanotica Ehrend.): Sie kommt von der südlichen Türkei bis in den Libanon vor.[7]
- Asperula beckiana Degen: Dieser Endemit kommt nur in Kroatien vor.[7]
- Asperula biebersteinii V.I.Krecz.: Die Heimat liegt im Kaukasusraum.[7]
- Asperula boissieri Heldr. ex Boiss. (Syn.: Asperula gionae Quézel & Contandr.): Sie kommt nur vom südlichen-zentralen bis südlichen Griechenland vor.[7]
- Asperula borbasiana (Korica) Korica (Syn: Asperula woloszczakii subsp. borbasiana Korica): Dieser Endemit kommt nur in Kroatien vor.[7]
- Asperula bornmuelleri Velen. ex Bornm. (Syn.: Asperula refracta Czeczott): Dieser Endemit kommt nur in der zentralen Türkei vor.[7]
- Asperula boryana (Walp.) Ehrend.: (Syn. Galium boryanum Walp., Sherardia pusilla Bory & Chaub.): Dieser Endemit kommt nur im südlichen Griechenland vor.[7]
- Asperula botschantzevii Pachom.: Die Heimat liegt in Kirgisistan.[7]
- Asperula brachyantha Boiss.: Die Heimat ist der Iran.[7]
- Asperula brachyphylla Trigas & Iatroú: Dieser Endemit kommt nur im südöstlichen Teil der Insel Euböa vor.[7]
- Asperula breviflora Boiss.: Die Heimat ist Syrien.[7]
- Asperula brevifolia Vent. (Syn.: Asperula brunnea Boiss.): Die Heimat liegt auf den ostägäischen Inseln und der südwestlichen Türkei.[7]
- Asperula bryoides Stapf: Dieser Endemit kommt nur in der südwestlichen Türkei.[7]
- Asperula calabra (Fiori) Ehrend. & Krendl (Syn.: Asperula cynanchica subsp. cynanchica var. calabra Fiori): Die Heimat ist nur das südwestliche Italien.
- Asperula capitata Kit. ex Schult. (Syn.: Asperula hexaphylla subsp. capitata (Schult.) Nyman, Galium capitatum Kit. ex (Schult.) F.Herm.): Das Verbreitungsgebiet reicht von Ungarn bis zu den östlichen und südlichen Karpaten in Bulgarien und Rumänien.[7]
- Asperula capitellata Hausskn. & Bornm.: Dieser Endemit kommt nur in der zentralen Türkei.[7]
- Asperula carpatica Morariu: Die Heimat ist Rumänien.[7]
- Asperula charophyton Airy Shaw & Turrill: Sie kommt im östlichen Australien vor.[7]
- Asperula chlorantha Boiss. & Heldr.: Die Heimat reicht vom südlichen Albanien bis zum westlichen und südlichen Griechenland.[7]
- Asperula ciliatula Pachom.: Die Heimat ist das zentralasiatische Tadschikistan.[7]
- Asperula cilicia Hausskn. ex Ehrend.: Die Heimat liegt in der südlichen Türkei.[7]
- Asperula comosa Schönb.-Tem.: Die Heimat liegt im nordöstlichen Irak.[7]
- Asperula conferta Hook.f.: Sie kommt im östlichen bis südöstlichen Australien vor.[7]
- Asperula congesta Tschern.: Die Heimat ist das zentralasiatische Usbekistan und Kirgisistan.[7]
- Asperula crassifolia L. (Syn.: Asperula scabra Link, Asperula tenorei Wallr. ex Schult. & Schult. f., Asperula tomentosa Ten.): Dieser Endemit kommt nur in der italienischen Region Kampanien vor.[7]
- Asperula crassula Greuter & Zaffran: Dieser 1985 erstbeschriebene Endemit kommt nur auf Kreta vor.[7]
- Asperula cretacea Willd. ex Roem. & Schult. (Syn.: Asperula aemulans Klokov, Asperula cimmerica Klokov, Asperula hexaphylla Georgi [illegitim], Asperula infracta Klokov, Asperula kotovii Klokov, Asperula praepilosa Klokov, Asperula praevestita Klokov, Asperula taurica Pacz., Asperula tauroscythica Klokov, Asperula vestita V.I.Krecz.): Sie ist im südlichen europäischen Russland, auf der Halbinsel Krim und in Bulgarien verbreitet.[7]
- Asperula cristata (Sommier & Levier) V.I.Krecz.: Die Heimat liegt im Kaukasusraum.[7]
- Asperula cunninghamii Airy Shaw & Turrill: Die Heimat ist das östliche Australien.[7]
- Asperula cymulosa (Post) Post (Syn.: Galium cymulosum Post): Das Verbreitungsgebiet liegt in der südlichen Türkei und möglicherweise auch in Syrien und Libanon.[7]
- Hügel-Meier (Asperula cynanchica L.; Syn.: Asperula arenicola Reut., Asperula capillacea (Lange) Rouy, Asperula collina Salisb., Asperula papillosa Lange, Asperula semiamicta Klokov, Asperula tenuiflora Jord., Asperula trabutii Sennen, Galium cynanchicum (L.) Scop.): Die Heimat ist Europa bis zum Kaukasusraum außer in den nördlichen Regionen.[7]
- Asperula cypria Ehrend. (Syn.: Galium suberosum Sibth. & Sm.): Dieser Endemit kommt nur auf Zypern vor.[7]
- Asperula cyrenaica (E.A.Durand & Barratte) Pamp.: Dieser Endemit kommt nur im nordöstlichen Libyen vor.[7]
- Asperula czukavinae Pachom. & Karim: Die Heimat ist Tadschikistan.[7]
- Asperula danilewskiana Basin. (Syn.: Asperula laevissima Klokov[4]): Der Verbreitungsschwerpunkt liegt im zentralen, östlichen und südlichen europäischen Russland. Sie wird auch als Unterart Asperula graveolens subsp. danilewskiana (Basiner) Pyatunina zu Asperula graveolens gestellt.[7]
- Asperula daphneola O.Schwarz: Dieser Endemit aus der westlichen Türkei wurde nur an fünf Fundorten auf dem Gipfel des Berges Nif sowie etwas westlich davon, auf dem Berg Alaca, auf dem Berg Ayrýca und dem Hügel Bölme mit einem Gesamtverbreitungsgebiet von nur 2,5 km² nachgewiesen. 2009 wird er als „Critically Endangered“ = vom Aussterben bedroht bewertet.[8]
- Asperula dasyantha Klokov: Die Heimat liegt im Kaukasusraum.[7]
- Asperula deficiens Viv.: Dieser Endemit kommt nur auf Sardinien vor.[7]
- Asperula diminuta Klokov: Die Heimat ist das südliche europäische Russland und die Kaukasusregion.[7]
- Asperula doerfleri Wettst.: Die Heimat ist die Balkanhalbinsel von Serbien südwärts über Albanien nach Mazedonien und Griechenland.[7]
- Asperula elonea Iatroú & Goergiadis: Dieser Endemit kommt nur auf dem griechischen Peloponnes vor.[7]
- Asperula euboea (Ehrend.) ined. (Basionym: Asperula lutea subsp. euboea Ehrend.[4]): Dieser Endemit kommt nur auf der griechischen Insel Euböa vor.[9]
- Asperula euryphylla Airy Shaw & Turrill: Die Heimat liegt im südöstlichen Australien.[7]
- Asperula fedtschenkoi Ovcz. & Tschernov: Die Heimat ist das zentralasiatische Usbekistan.[7]
- Asperula fragillima Boiss. & Hausskn. (Syn.: Asperula fragosoana Pau): Die Heimat liegt im Iran.[7]
- Asperula friabilis Schönb.-Tem.: Die Heimat ist der Irak.[7]
- Asperula galioides M.Bieb. (Syn.: Galiopsis glauca Fourr., Galium altissimum Gilib., Galium galioides (M.Bieb.) Soó): Sie ist in der Kaukasusregion verbreitet.[7]
- Asperula garganica Huter, Porta & Rigo ex Ehrend. & Krendl: Dieser Endemit kommt nur im südöstlichen Italien vor.[7]
- Asperula gemella Airy Shaw & Turrill (Syn.: Galium geminifolium F.Muell.): Die Heimat liegt im südöstlichen Australien.[7]
- Asperula geminifolia F.Muell.: Sie kommt nur im südöstlichen Australien vor.[7]
- Asperula glabrata Tschern.: Die Heimat ist das zentralasiatische Usbekistan und Kirgisistan.[7]
- Asperula glareosa Ehrend.: Die Heimat liegt in der Türkei und in der libanesisch-syrischen Region.[7]
- Asperula glomerata (M.Bieb.) Griseb. (Syn.: Crucianella glomerata M.Bieb.): Das Verbreitungsgebiet reicht von der Türkei, Turkmenistan, Transkaukasien, Afghanistan, Iran bis Pakistan.[7] Es gibt etwa zwölf Unterarten.[7]
- Asperula gorganica Schönb.-Tem. & Ehrend.: Die Heimat ist der Iran.[7]
- Asperula gracilis C.A.Mey.(Syn.: Asperula ovalifolia Boiss. & A.Huet, Cruciata pseudopolycarpon (Sommier & Levier) Pobed., Galium pseudopolycarpon Sommier & Levier): Sie ist von der nordöstlichen Türkei bis nach Transkaukasien verbreitet.[7]
- Asperula graveolens M.Bieb. ex Schult. & Schult.f.: Sie ist von Bulgarien über Rumänien bis Zentralasien verbreitet.[7] Es gibt mindestens drei Unterarten.[7]
- Asperula gunnii Hook. f. (Syn.: Galium curtum Hook. f.): Sie kommt im südöstlichen Australien von New South Wales bis Tasmanien vor.[7]
- Asperula gussonei Boiss. (Syn.: Asperula gussoneana Guss. Boiss. ex Ces., Pass. & Gibelli, Asperula suberosa Guss. (nom. illeg.)): Dieser Endemit kommt nur in der Madonie auf Sizilien vor.[7]
- Asperula haphneola O.Schwarz: Dieser Endemit kommt nur in der Provinz Izmir in der westlichen Türkei vor.
- Asperula hercegovina Degen (Syn.: Asperula pilosa Degen): Sie kommt nur in Bosnien und Herzegowina vor.[7]
- Asperula hexaphylla All. (Syn.: Asperula allionii Baumg., Asperula umbellata Willd. ex DC.): Die Heimat sind die südwestlichen Alpen in Frankreich und Italien.[7]
- Asperula hirsuta Desf. (Syn.: Asperula algerica Pers., Asperula denudata Vahl ex Willk. & Lange, Asperula repens Brot.): Die Heimat ist die südliche Iberische Halbinsel und das nördliche Afrika.[7]
- Asperula hirta Ramond: Die Heimat sind Pyrenäen-Regionen Spaniens und Frankreichs.[7]
- Asperula hoskingii I.Thomps.: Sie kommt im australischen Bundesstaat New South Wales vor.[7]
- Asperula hungarorum Borbás (Syn.: Asperula ciliata Rochel); wird manchmal als Unterart Asperula tinctoria subsp. hungarorum (Borbás ex Jáv.) Soó behandelt: Das Verbreitungsgebiet erstreckt sich von Ungarn bis Rumänien.[7]
- Asperula icarica Ehrend. & Schönb.-Tem.: Dieser Endemit kommt nur auf der ostägäische Insel Ikaria vor.[7]
- Asperula idaea Halácsy: Dieser Endemit kommt nur in den Hochgebirgen der griechischen Insel Kreta vor.[10]
- Asperula inopinata Schönb.-Tem.: Die Heimat ist der Irak.[7]
- Asperula insignis (Vatke) Ehrend. (Syn.: Asperula haussknechtii Boiss., Crucianella insignis Vatke): Die Verbreitung erstreckt sich vom nördlichen Irak bis in den nordwestlichen Iran.[7]
- Asperula insolita Pachom.: Die Heimat ist Tadschikistan.[7]
- Asperula intersita Klokov: Die Heimat ist der Kaukasusraum.[7]
- Asperula involucrata Wahlenb. (Syn.: Asperula glaberrima Bunge ex Nyman, Asperula glabra K.Koch, Asperula laevigata DC., Galium suberosum Griseb., nom. ill.): Das Verbreitungsgebiet erstreckt sich von der südöstlichen Balkanhalbinsel über Zypern bis in die nördliche Türkei.[7]
- Asperula karategini Pachom. & Karim: Die Heimat ist Tadschikistan.[7]
- Asperula kemulariae Manden.: Die Heimat ist Transkaukasien.[7]
- Asperula kotschyana (Boiss. & Hohen.) Boiss. (Syn.: Crucianella kotschyana Boiss. & Hohen.): Das Verbreitungsgebiet liegt in der südöstlichen Türkei und im nördlichen Irak.[7]
- Asperula kovalevskiana Pachom.: Die Heimat ist Zentralasien.[7]
- Asperula kryloviana Sergeev (Syn.: Galium krylovianum (Sergeev) Pobed.): Die Heimat ist Kasachstan.[7]
- Asperula laevigata L. (Syn.: Asperula fallax Ehrh., Asperula rotundifolia L., Galium rotundatum Griseb.): Das Verbreitungsgebiet liegt im Mittelmeerraum.[7]
- Asperula lasiantha Nakai: Die Heimat ist Korea.[7]
- Asperula libanotica Boiss.: Die Heimat reicht vom Libanon bis ins nördliche Israel.[7]
- Asperula lilaciflora Boiss.: Mit fünf Unterarten. Die Heimat ist die östliche Ägäis und die Türkei.[7]
- Asperula lipskyana V.I.Krecz.: Die Heimat ist der Kaukasusraum.[7]
- Asperula litardierei Humbert: Die Heimat ist Marokko.[7]
- Asperula littoralis Sm.: Dieser Endemit kommt nur in der westlichen Türkei vor.[7]
- Asperula lutea Sm.: Die zwei Unterarten kommen nur in Griechenland vor.[7]
- Asperula lycia Stapf: Dieser Endemit kommt nur in der südwestlichen Türkei vor.[7]
- Asperula majoriflora Borbás ex Formánek: Die Heimat ist der nördliche Irak.[7]
- Asperula malevonensis Ehrend. & Schönb.-Tem.: Die Heimat ist Griechenland.[7]
- Asperula markothensis Klokov: Die Heimat ist der Kaukasusraum.[7]
- Asperula mazanderanica Ehrend.: Die Heimat ist der Iran.[7]
- Asperula microphylla Boiss.: Die Heimat ist der Iran.[7]
- Asperula minima Hook.f.: Die Heimat ist Victoria und das nördliche Tasmanien.[7]
- Asperula molluginoides (M.Bieb.) Rchb.: Das Verbreitungsgebiet reicht von der östlichen Türkei bis zu nordwestlichen Iran.[7]
- Asperula mungieri Boiss. & Heldr.: Dieser Endemit kommt nur im südlichen Griechenland vor.[7]
- Asperula muscosa Boiss. & Heldr.: Dieser Endemit kommt nur auf dem Olymp in Griechenland vor.[7]
- Asperula naufraga Ehrend. & Gutermann: Dieser Endemit kommt nur auf der griechische Insel Zakinthos vor.[7]
- Asperula neglecta Guss. (Syn.: Asperula nitens Guss.): Dieser Endemit kommt nur im Apennin in Italien vor.
- Ostalpen-Meier (Asperula neilreichii Beck): Das Verbreitungsgebiet liegt mit den nordöstlichen Ostalpen und westlichen Karpaten in Mitteleuropa.
- Asperula nitida Sm.: Mit vier Unterarten. Die Heimat ist Griechenland, Inseln in der Ägäis und die Türkei.[7]
- Asperula nuratensis Pachom.: Sie ist in Zentralasien verbreitet.[7]
- Asperula oblanceolata I.Thomps.: Die Heimat ist Tasmanien und das südliche Australien.[7]
- Asperula oetaea (Boiss.) Heldr. ex Halácsy: Die Heimat ist das südliche Griechenland.[7]
- Asperula ophiolithica Ehrend.: Die Heimat ist der nordwestliche Teil der Insel Euböa.[7]
- Asperula oppositifolia Regel & Schmalh.: Die ursprüngliche Heimat ist Afghanistan, Pakistan, Tadschikistan und das chinesische Tibet.
- Blauer Waldmeister (Asperula orientalis Boiss. & Hohen., Syn.: Asperula arvensis L. subsp. orientalis (Boiss. & Hohen.) Thiébaud, Asperula azurea Jaubert & Spach., Galium azureum (Jaub. & Spach) E.H.L.Krause): Die vorderasiatische Heimat umfasst Georgien, den Irak, Libanon, Syrien und die Türkei.
- Asperula pauciflora Tschern.: Er ist in Zentralasien verbreitet.[7]
- Asperula paui Font Quer: Die zwei Unterarten kommen nur im östlichen Spanien und auf den Balearen vor.[7]
- Asperula pedicellata Klokov: Die Heimat ist der Kaukasusraum.[7]
- Asperula peloritana C.Brullo, Brullo, Giusso & Scuderi: Die Heimat ist das nordöstliche Sizilien.[7]
- Asperula perpusilla Hook.f.: Die Heimat ist Neuseeland.[7]
- Asperula pestalozzae Boiss.: Die Heimat ist die Türkei.[7]
- Asperula pinifolia (Boiss.) Ehrend. & Schönb.-Tem.: Die Heimat ist Griechenland.[7]
- Asperula podlechii Schönb.-Tem.: Die Heimat ist Afghanistan.[7]
- Asperula polymera I.Thomps.: Die Heimat ist das südöstliche Australien.
- Asperula pontica Boiss.: Die Heimat ist die nördliche Türkei und Transkaukasien.[7]
- Asperula popovii Schischk.: Die Heimat ist Zentralasien.[7]
- Asperula prostrata (Adams) K.Koch: Das Verbreitungsgebiet reicht von der Türkei bis zum Iran.[7]
- Asperula pseudochlorantha Ehrend.: Die seit 2010 zwei Varietäten kommen in der südwestlichen Türkei vor:[7]
  - Asperula pseudochlorantha var. antalyensis (Ehrend.) Minareci & K.Yıldız, Syn.: Asperula antalyensis (Ehrend.)
  - Asperula pseudochlorantha var. antalyensis Ehrend.
- Asperula puberula Halácsy & Sint.: Die Heimat ist Griechenland.[7]
- Asperula pubescens (Willd.) Ehrend. & Schönb.-Tem.: Dieser Endemit kommt nur auf der Insel Kreta vor.[10]
- Asperula pugionifolia Tschern.: Die Heimat ist Zentralasien.[7]
- Asperula pulchella (Podlech) Ehrend. & Schönb.-Tem.: Die Heimat ist Tadschikistan und Afghanistan.[7]
- Asperula pulvinaris Heldr. ex Boiss.: Dieser Endemit kommt nur im südlichen Griechenland vor.[7]
- Asperula pumila Moris: Dieser Endemit kommt nur auf Sardinien vor.[7]
- Purpur-Meier (Asperula purpurea (L.) Ehrend.): Er ist eine im südlichen Europa heimische Art.
- Asperula pusilla Hook.f.: Sie kommt südöstlichen Australien von New South Wales bis Tasmanien vor.
- Asperula pyrenaica L.: Dieser Endemit kommt nur in den Pyrenäen vor.
- Asperula rechingeri Ehrend. & Schönb.-Tem.: Die Heimat ist der Iran.[7]
- Asperula rezaiyensis Schönb.-Tem.: Die Heimat ist der Iran.[7]
- Asperula rigida Sm.: Dieser Endemit kommt nur auf der griechischen Insel Kreta vor.
- Asperula rigidula (Halácsy) Halácsy: Die Heimat ist das südöstliche Griechenland einschließlich Euböa.[7]
- Asperula rumelica Boiss. (Syn.: Asperula affrena Klokov, Asperula attenuata Klokov, Asperula barthae Pénzes, Asperula divergens Boiss., Asperula graniticola Klokov, Asperula hypanica Klokov, Asperula montana Waldst. & Kit. ex Willd.): Das Verbreitungsgebiet erstreckt sich vom südöstlichen bis östlichen Europa (bis zur Ukraine und der Krim) und bis in die Türkei.[7]
- Asperula rupestris Tineo: Dieser Endemit kommt nur auf Sizilien vor.[7]
- Asperula rupicola Jord.: Dieser Endemit kommt nur in den südwestlichen Alpen in Frankreich und Italien vor.
- Asperula samia D.H.Christ. & Goeriadis: Dieser Endemit kommt nur auf der Insel Samos vor.[7]
- Asperula saxicola Ehrend.: Die Heimat ist Griechenland.[7]
- Asperula scabrella Tschern.: Er ist in Zentralasien verbreitet.[7]
- Asperula scoparia Hook.f.: Die zwei Unterarten kommen im südöstlichen Australien vor.
- Asperula scutellaris Vis.: Die Heimat ist die westliche Balkanhalbinsel.[7]
- Asperula semanensis Schönb.-Tem. & Ehrend.: Die Heimat ist Syrien.[7]
- Asperula serotina (Boiss. & Heldr.) Ehrend.: Die Heimat ist die südliche Türkei.[7]
- Asperula seticornis Boiss.: Die Heimat ist der Iran.[7]
- Asperula setosa Jaub. & Spach (Syn.: Asperula arvensis Aitch.): Das weite Verbreitungsgebiet umfasst den Mittelmeerraum, den Kaukasusraum, Zentralasien, Iran, Afghanistan und Pakistan.
- Asperula sherardioides Jaub. & Spach: Die Heimat ist der Iran.[7]
- Asperula sintenisii Asch. ex Bornm.: Die Heimat ist die nordwestliche Türkei.[7]
- Asperula sordide-rosea Popov: Die Heimat ist Turkmenistan.[7]
- Asperula staliana Vis.: Mit vier Unterarten. Die Heimat ist Italien und Kroatien.[7]
- Asperula stricta Boiss.: Mit fünf Unterarten. Das Verbreitungsgebiet erstreckt sich von Griechenland über die südliche Türkei bis Zypern und zum Libanon.[7]
- Asperula strishovae Pachom. & Karim: Die Heimat ist das östliche Tadschikistan.[7]
- Asperula suavis Fisch., C.A.Mey. & Avé-Lall.: Die Heimat ist die nördliche und östliche Türkei.[7]
- Asperula suberosa Sm.: Die Heimat ist das südwestliche Bulgarien und das nördliche Griechenland.[7]
- Asperula subsimplex Hook.bf.: Sie kommt nur im südöstlichen Australien vor.[7]
- Asperula subulifolia Airy Shaw & Turrill (Syn.: Galium subulifolium F.Muell. ex Airy Shaw & Turrill): Die Heimat ist das östliche Australien.
- Asperula suffruticosa Boiss. & Heldr.: Dieser Endemit kommt nur auf der Insel Euböa vor.[7]
- Asperula supina M.Bieb.: Mit zwei Unterarten. Er ist im Kaukasusraum, auf der Krim und im südlichen europäischen Russland verbreitet.[7]
- Asperula syrticola (Miq.) Airy Shaw & Turrill: Die Heimat ist das südöstliche Australien.[7]
- Asperula szovitsii Ehrend. & Schönb.-Tem.: Die Heimat ist der nordwestliche Iran.[7]
- Turin-Meier (Asperula taurina L.): Das Verbreitungsgebiet umfasst im Wesentlichen Südeuropa, das südliche Mitteleuropa und Vorderasien.
- Asperula taygetea Boiss. & Heldr.: Das Verbreitungsgebiet reicht vom südlichen Peloponnes über die Inseln Kythira und Antikythira bis zum nordwestlichen Kreta.[11]
- Asperula tenella Heuff. ex Degen: Das Verbreitungsgebiet erstreckt sich von Ungarn bis zur nordwestlichen Türkei und von der Ukraine bis zum südlichen europäischem Russland.[7]
- Asperula tenuifolia Boiss.: Die Heimat ist die Ägäis und die südwestliche Türkei.[7]
- Asperula tenuissima K.Koch: Die Heimat ist Kasachstan.[7]
- Asperula tephrocarpa Czern. ex Popov & Chrshan. (Syn.: Asperula exasperata Klokov): Das Verbreitungsgebiet umfasst die Ukraine und das europäische Russland.[7]
- Asperula tetraphylla (Airy Shaw & Turrill) I.Thomps.: Die Heimat ist das südliche Australien.[7]
- Färber-Meier (Asperula tinctoria L., Syn: Asterophyllum tinctorium (L.) Schimp. & Spenn., Cynanchica tinctoria (L.) Fourr., Galium tinctorium (L.) Scop., Galium triandrum Hyl.): Die zwei Unterarten sind im submeridional-temperaten Ökozonen Europas und im westlichen Sibirien weitverbreitet.
- Asperula tournefortii Sieber ex Spreng.: Sie kommt auf Kreta, Saria, Rhodos und einigen Kykladen-Inseln vor.[12]
- Asperula tragacanthoides Brullo: Die Heimat ist Libyen.[7]
- Asperula trichodes J.Gay ex DC.: Er ist von Transkaukasien bis Zentralasien verbreitet.[7]
- Asperula trifida Makino: Die Heimat ist das zentrale und südliche Japan.[7]
- Asperula virgata Hub.-Mor.ex Ehrend. & Schönb.-Tem.: Dieser Endemit kommt nur in der nordöstlichen Türkei vor.[7]
- Asperula visianii Korica: Dieser Endemit kommt nur in Kroatien vor.[7]
- Asperula wettsteinii Adamovic: Die Heimat ist Bosnien und Montenegro.[7]
- Asperula wimmeriana Airy Shaw & Turrill: Die Heimat liegt im südöstlichen Australien.
- Asperula woloszczakii Korica: Dieser Endemit kommt nur in Kroatien vor.[7]
- Asperula woronowii V.I.Krecz.: Dieser Endemit kommt nur in der nordöstlichen Türkei vor.[7]
- Asperula xylorrhiza Nábelek: Die Heimat ist die östliche Türkei und der Irak.[7]

Nicht mehr zu dieser Gattung wird gerechnet:
- Asperula karataviensis Pavlov → Galium karataviense (Pavlov) Pobed.

Eine Naturhybride ist:
- Asperula ×jordanii E.P.Perrier & Songeon = Asperula aristata subsp. oreophila × Asperula cynanchica: Sie kommt in Frankreich vor.[7]

## Ergänzende Literatur zu mitteleuropäischen Arten
- Siegmund Seybold (Hrsg.): Schmeil-Fitschen interaktiv. CD-ROM, Version 1.1. Quelle & Meyer, Wiebelsheim 2002, ISBN 3-494-01327-6.
- Manfred A. Fischer, Wolfgang Adler, Karl Oswald: Exkursionsflora für Österreich, Liechtenstein und Südtirol. 2., verbesserte und erweiterte Auflage. Land Oberösterreich, Biologiezentrum der Oberösterreichischen Landesmuseen, Linz 2005, ISBN 3-85474-140-5.